# Ironton (Wisconsin)
Ironton è un villaggio degli Stati Uniti d'America, situato in Wisconsin, nella contea di Sauk.